# Rimavská Seč
Rimavská Seč (en hongarès Rimaszécs) és un poble d'Eslovàquia. Es troba a la regió de Banská Bystrica a prop de la frontera hongaresa. La majoria dels habitants (uns 89%) són hongaresos, 6% gitanos i 5% eslovacs.

## Història
La primera menció escrita de la vila es remunta al 1289. Fins al 1918 i de 1938 a 1945 (en conseqüència del Primer arbitratge de Viena) pertanyia al Regne d'Hongria. El juny 1944 un grup de 466 jueus van ser concentrats en un gueto abans de llur transport cap al camp de concentració i d'exterminació d'Auschwitz-Birkenau.

## Demografia
| Godina             | 1994 | 2004   | 2014   | 2024   |
| ------------------ | ---- | ------ | ------ | ------ |
| Nombre de persones | 1700 | 1869   | 2039   | 2219   |
| Diferència         |      | +9,94% | +9,09% | +8,82% |

| Godina             | 2023 | 2024   |
| ------------------ | ---- | ------ |
| Nombre de persones | 2221 | 2219   |
| Diferència         |      | −0,09% |